# 李娃傳
《李娃傳》，又名《節行娼娃傳》、《汧國夫人傳》、《一枝花》，唐代白行簡著，是唐人傳奇中篇幅最大的一部小說。

## 故事内容
唐玄宗天宝年间，为了科举考试，一位出身地方名门的年轻人只身来到了长安。在长安他迷恋上了平康坊的妓女李娃，遂如胶似漆往来于妓馆。可是，金钱用完之际也就是情缘了断之时，本来足够两年的盘缠很快被挥霍一空，这位年轻人被赶出了妓馆，李娃也消失了踪影。
一文不名的年轻人病倒于街头，幸而被丧铺的伙计救活，后来便成为一名在丧事上唱挽歌的歌手，并且很快名扬京城。但就在他与人比赛唱挽歌的当天，被来到京城的父亲发现，结果他被愤怒的父亲暴打一顿昏死在路上。后来，好不容易捡回来一条命的年轻人沦为乞丐，在一个大雪纷飞的冬日他偶然走到了李娃的门口。
看到年轻人面目全非的悲惨状态，李娃的心被深深地刺痛和打动了。于是她给义母缴纳了自己的赎身费，搬出妓馆另住，开始全心全意地照顾这位年轻人。先是用了一年时间调养好了年轻人的身体，接着又给他买齐了书籍，鼓励年轻人为参加科举考试做准备。
经过数年的努力之后，年轻人终于以第一名的成绩通过了科举考试。加之世间对他的人品评价也很好，所以年轻人被任命为四川成都的名官员。 年轻人准备前去赴任之际，李娃告诉年轻人说，自己的使命已经完成，现在该是离开的时候了。年轻人苦苦恳求李娃留下，李娃遂答应送他入川到剑门，结果他们在剑门遇见了已经成为成都地方长官的父亲。年轻人的父亲原谅了改过自新的儿子，并且承认了儿子和李娃的婚事。自此以后，李娃相夫教子，孝顺父母，带来了全家的兴旺昌盛。
主题思想
《李娃传》所描写的男女主人公门第迥异，因而他们之间的相恋经过艰难曲折以后的最终结合，确实是接触到了唐代敏感的门阀制度问题。通过荥阳公对其子态度的前后变化，通过李娃帮助荥阳生恢复本躯后的主动退却，都明显地揭示了门阀制度的不合理。小说的最后让两位在现实生活中很难跨越等级障碍而结合的恋人实现了美满的婚姻，应该说确实是体现了反门阀制度的积极的思想意义来源[[王振军，宋向阳主编. 中外文学精品导读[M]. 北京：中国广播电视出版社，2016，110-111.]]。(日) 气贺泽保规 / 気贺沢保规：绚烂的世界帝国:隋唐时代 ，桂林：广西师范大学出版社，2014，219-220.。

## 影响
《李娃傳》故事纏綿感人，其影響深遠。元代高文秀的《打瓦罐》、石君實的《曲江池》，明代朱有燉的《曲江池》、薛近袞的《繡襦記》，皆取材自《李娃傳》。《李娃传》有弗兰兹·库恩翻譯的德文译本。

## 扩展阅读
中文：
- 中國古典小說研究資料, ed.,《白行簡與李娃傳》. Taipei: Tianyi chubanshe, 1982.
- 馬幼垣（Y.W. Ma）, "掃落葉落葉、話版本—李娃有沒有參加驅逐李生的金蟬脫殼計."《中國時報》August 7, 1969.
  - Re-published in《白行簡與李娃傳》, p. 80-1.
- 李小华（曲阜师范大学文学院）. "千面娇娃，女性颂歌——从情节结构分析《李娃传》中李娃形象[永久]". 德州学院学报，编辑部邮箱, 2007年01期[给本刊投稿]
- 唐桃（曲靖师范学院人文学院）. "阴差阳错造就的喜剧——白行简《李娃传》的女权主义批评 （页面存档备份，存于）"（《曲靖师范学院学报》）. 2012年第1期53-56,共4页。分类号：I207.41.
- 涂白诚（许昌师专历史系!河南许昌）. "良知的复苏人性的回归——《李娃传》别论)[永久]."许昌师专学报，编辑部邮箱, 2001年01期[给本刊投稿]
- 王汝涛，伊淑彤（临沂师范学院中文系）. "小说介入牛李党争的又一篇——《李娃传》析疑[永久]."临沂师范学院学报, Journal of Linyi Teachers’ College,编辑部邮箱, 2003年01期[给本刊投稿]
- 朱明秋（桂林师范高等专科学校中文系）. "《李娃传》情节数理批评 （页面存档备份，存于）." 2013年第3期82-84,89共4页。

英文：
- Dudbridge, Glen. "A second look at Li Wa zhuan"（Chaper 8）. In: Dudbridge, Glen.（editor）. Books, Tales and Vernacular Culture: Selected Papers on China（Volume 7 of China studies / China studies）. BRILL, 2005. p. 180-191. ISBN 9004147705, 9789004147706.
  - Also published as: Dudbridge, Glen. "A second look at Li Wa chuan". In: Eoyang, Eugene and Yaofu Lin. Translating Chinese Literature. Indiana University Press, 1995. p. 67-76. ISBN 0253319587, 9780253319586.
- Feng, Linda Rui（University of Toronto）. "Chang'an and Narratives of Experience in Tang Tales （页面存档备份，存于）." Harvard Journal of Asiatic Studies. Volume 71, Number 1, June 2011. pp. 35-68. 10.1353/jas.2011.0003. Available from Project MUSE.
- Nienhauser, William H. Jr. "A Third Look at "Li Wa Zhuan"." Tang Studies（Print ISSN: 0737-5034, Online ISSN: 1759-7633）, 2007 (25), pp. 91–110.
- Tsai, S-C Kevin（Princeton University）. "Ritual and Gender in the "Tale of Li Wa" （页面存档备份，存于）." Chinese Literature: Essays, Articles, Reviews（CLEAR）. Vol. 26,（Dec., 2004）, pp. 99-127. Available at JSTOR.

日文：
- 妹尾達彥（日文：妹尾達彦Seo Tatsuhiko）. "唐代後半期の長安と伝奇小説―『李娃伝』の分析を中心にして―"（"Tōdai kōhanki no Chōan to denki shosetsu—Ri Ai Den no bunseki o chūshin toshite" - Chang'an in the Latter Half of the Tang and the Chuanqi Tale: Concerning the Focus of Analysis in "The Chronicle of Li Wa"）. In:論集中国社会・制度・文化史の諸問題：日野開三郎博士頌寿記念（Ronshū Chūgoku shakai seido bunkashi no shimondai: Hino Kaisaburō Hakushi shōju kinen）. China, Society, Institution and Culture.